# ETOPS
ETOPS (acrònim anglès d'Extended Operations, anteriorment d'Extended-range Twin-engine Operation Performance Standards) és un estàndard de l'Organització de l'Aviació Civil Internacional que permet que els dissenys moderns d'avions bimotors puguin operar rutes en les quals, en algun moment, l'aeronau es trobi a més de 60 minuts de distància d'un aeròdrom adequat. Això permet que avions com els Boeing 757, 767, 737, 777, 787 i 747 (únic quadrimotor certificat per a ETOPS, exclusivament el model -8), així com els Airbus A300, A310, A318, A319, A320, A321, A330 i A350 puguin realitzar rutes de llarga distància, especialment aquelles que sobrevolen deserts, oceans o les regions polars, que antigament estaven prohibides per als bimotors.
Als països de parla anglesa s'ha arribat a fer broma sobre el significat d'ETOPS, convertint-lo de fet en un retroacrònim en substituir el seu significat per Engines Turn Or Passengers Swim ('[o] els motors funcionen o els passatgers neden').